# ماریون، شهرستان سانیلاک، میشیگان
ماریون (به انگلیسی: Marion Township) یک منطقهٔ مسکونی در ایالات متحده آمریکا است که در شهرستان سانیلاک واقع شده‌است.
 ماریون ۹۳٫۶ کیلومتر مربع مساحت و ۱٬۸۰۳ نفر جمعیت دارد و ۲۳۹ متر بالاتر از سطح دریا واقع شده‌است.